# 有村産業

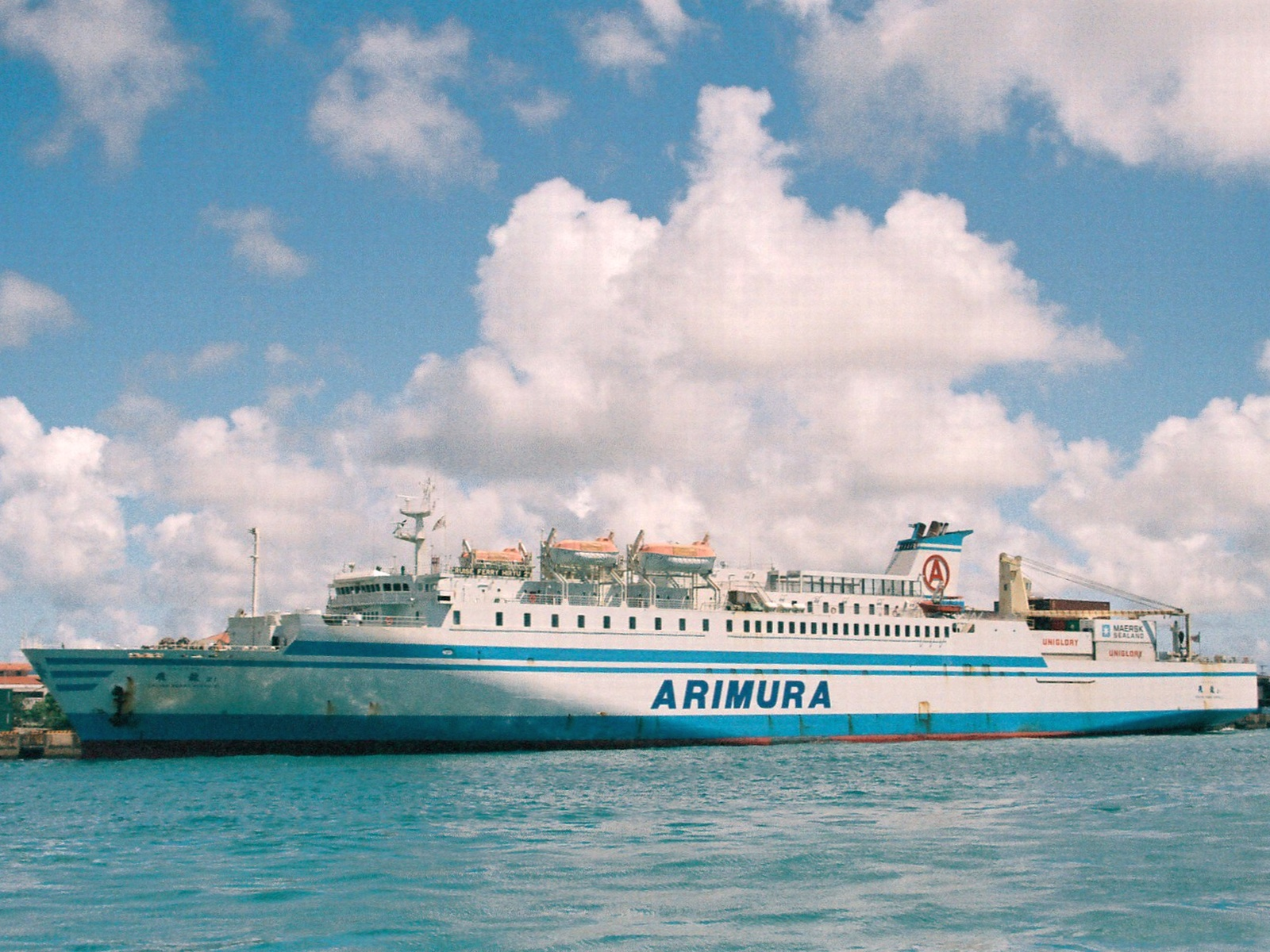
クルーズフェリー飛龍21 - 石垣港（2003年9月）

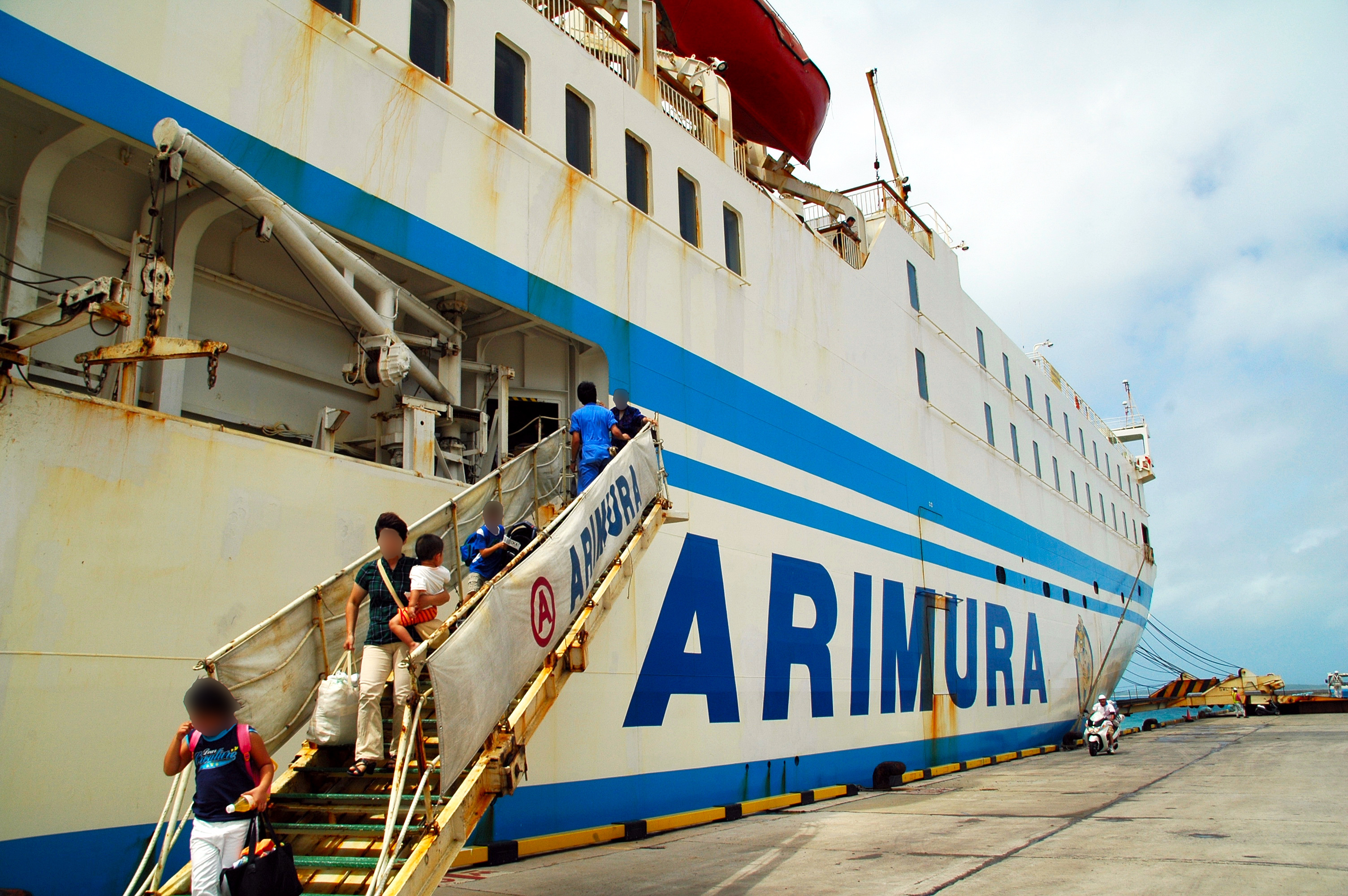
石垣港E岸壁

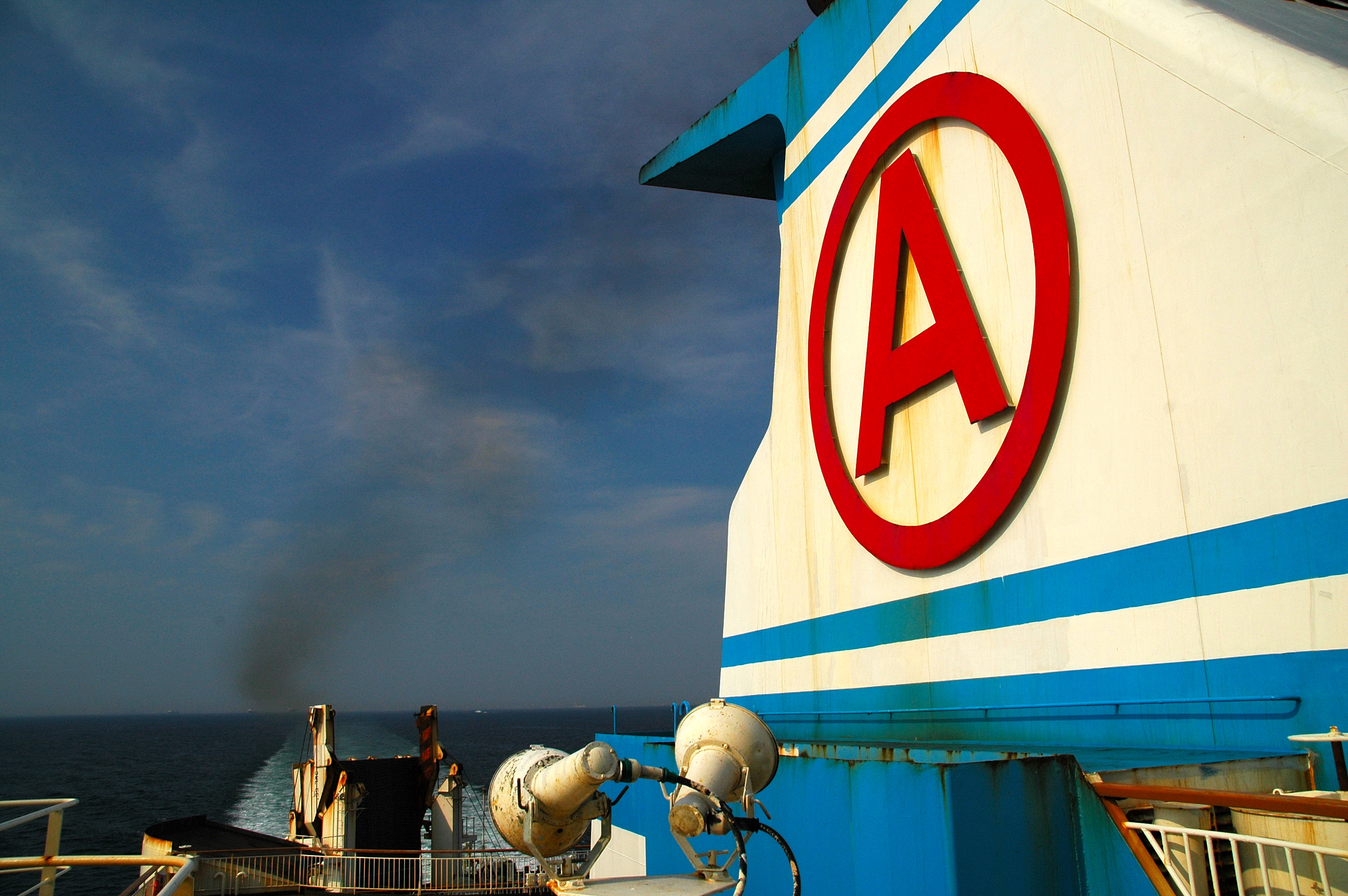
飛龍のファンネル

有村産業株式会社（ありむらさんぎょう）は、かつて沖縄県那覇市港町に存在した海運会社。
沖縄本島と本土や先島諸島、さらには台湾とを結ぶ航路を有していた。通称は沖縄カーフェリー。

## 概要
1950年（昭和25年）11月、与論町出身の有村喬により設立された。奄美航路を運航するマルエーフェリーとは、創業者同士が親戚関係である。
空路の整備により、1980年代以降は旅客が減少し経営を圧迫していたが、1995年（平成7年）に旅客重視の「クルーズフェリー飛龍」「クルーズフェリー飛龍21」を船舶整備公団（現：鉄道建設・運輸施設整備支援機構）の資金で相次いで就航させる。他社が旅客扱いを簡素化もしくは廃止する流れに逆らったこの方針は失敗し、1999年（平成11年）に経営破綻した。
オーナー一族の有村家は経営から退き、沖縄電力を中心とした沖縄財界が支援して再建を図った。2008年（平成20年）、原油価格の高騰から再建計画を変更しようとしたが、最大の債権者である鉄道建設・運輸施設整備支援機構が反対、さらに燃油供給の現金決済を求められたことで運転資金が枯渇し破産に至り、2010年（平成22年）12月をもって清算結了、消滅した。

## 沿革
- 1950年（昭和25年）11月 - 設立。
- 1974年（昭和49年） - 大阪-那覇航路を開設。
- 1975年（昭和50年） - 那覇-宮古-石垣-台湾（基隆）航路を開設。
- 1995年（平成7年） - クルーズフェリー飛龍、クルーズフェリー飛龍21を相次いで投入。
- 1999年（平成11年） - 6月23日 - 那覇地裁に会社更生法の申請手続。負債総額は290億9,205万円で、沖縄県では当時史上最悪の経営破綻となった[1]。
- 2008年（平成20年）
  - 5月23日 - 原油価格の高騰により、会社更生計画の変更を債権者集会へ通知していたが、大口債権者の鉄道建設・運輸施設整備支援機構が変更に反対。
  - 5月27日 - 取引のあった石油会社から、燃油供給の条件として現金決済とすることを提示された為、フェリーの無期限運航休止と貨物船の売却を決定。今後は新会社を沖縄県や宮古島市・石垣市などの自治体や就航先である台湾内企業など、国内外を問わずに協力を求め設立し、琉球海運への事業譲渡か統合を模索したが同社はこれを拒否したほか、県も難色を示したため計画は宙に浮く形となった。
  - 6月6日 - 全航路運航停止。
  - 6月23日 - 那覇地裁より更生手続き廃止決定を受け、事実上の破産および会社の解散が決定した[2]。破産手続き開始決定は2008年7月中の見込み。なお、2008年3月期現在の負債総額は約136億円[3]。
- 2009年（平成21年）11月 - 所有していた船舶は破産後に運航時共有船主であった鉄道建設・運輸施設整備支援機構が所有権を留保していたが、競売にかけ、クルーズフェリー飛龍は韓国の企業が落札し、クルーズフェリー飛龍21に関しては不調に終わった[4][5]。
- 2010年（平成22年）1月27日 - クルーズフェリー飛龍21が鉄道建設・運輸施設整備支援機構からマルエーフェリーに売却される[6]。
- 2010年（平成22年）12月17日 - 破産手続廃止により清算結了。法人格消滅。

### 破産後の動き
2008年6月、航路維持のため旧経営陣が中心となり「琉球フェリー」を設立し、45億円の資金を調達してフェリー1隻を競売で買い取り就航させる計画が明らかになった が、資金調達ができず宙に浮いた形となっている。このほか、琉球海運による救済合併をはじめ、いくつかの航路再建案が示された が、いずれも実現することはなく、所有していた全ての船舶が売却されて再開の道は断たれた。
有村産業の破綻で沖縄本島と台湾との旅客航路が途絶えたが、フェリー航路の開設は、本島ではなく石垣島ではあるが、ようやく目途が立った。2014年10月7日には台湾の華岡グループが花蓮と石垣島を結ぶ貨客船の運航を計画している事を発表している。2023年6月、石垣市長の中山義隆は、同市と台湾の基隆市を結ぶ定期航路の開設を検討する委員会を設置すると発表した。7月から月1回程度の会議を開催し、早ければ年内に報告書を取りまとめる予定。2024年8月、石垣島～台湾航路が2025年秋に開設の予定であることが判明した。

## 航路
以下は破産前に運航していた航路である。
台湾方面へは、船内設備の出国準備を行うため一旦那覇港で下船の必要があった。
- 名古屋港 - 大阪港 - 那覇港 - 平良港（宮古島） - 石垣港（石垣島） - 基隆港（台湾） - 那覇港 - 石垣港 - 平良港 - 那覇港 - 名古屋港
- 名古屋港 - 大阪港 - 那覇港 - 平良港 - 石垣港 - 高雄港（台湾） - 那覇港 - 名古屋港

2008年の運航休止（事実上の廃止）により、宮古列島、八重山列島、及びこれら2列島以外の地域の相互間を結ぶ定期旅客航路は全て消滅したため、原則航空路線での移動が必須となっている。

## 船舶

### フェリー
- えめらるど
元第六セントラル、1974年5月就航、1979年12月売船、6,140総トン。
- びいなす[13]
1974年12月竣工・就航、四国ドック建造、1984年12月売船。
4,511.48総トン、全長132.40m、型幅20.00m、型深さ8.00m、ディーゼル2基、機関出力16,800ps、航海速力19.5ノット。
旅客定員302名、8tトラック135台。
関西汽船の高知航路向け貨物フェリーとして建造され、未就航・係船状態だったものを買船、改装[14]。
- 飛龍[13]
1974年11月竣工・就航、三菱重工業下関造船所建造、1985年12月中国に売船、「鑑真」に改名。
9,009.35総トン、全長166.63m、型幅22.09m、型深さ13.20m、ディーゼル2基、機関出力32,000ps、航海速力25.0ノット。
旅客定員1,007名、8tトラック77台、乗用車100台。
大阪 - 那覇航路初のカーフェリー。
- 玉龍[13]
1975年7月竣工・就航、臼杵鉄工所臼杵工場建造、1978年6月船体延長(20m)[14]、1990年6月売船。
4,192→5,392.71総トン、全長108.8m→128.95m、型幅19.80m、型深さ6.50m、ディーゼル4基、機関出力12,000ps、航海速力19.5ノット。
旅客定員244名、トラック46台・乗用車32台→大型トラック51台・中型トラック6台・軽トラック14台・乗用車50台。
- 飛龍2[13]
1980年12月竣工・就航、三菱重工業下関造船所建造、1995年7月売船。
5,809.57総トン、全長146.00m、型幅20.40m、型深さ7.60m、ディーゼル2基、機関出力15,000ps、航海速力21.5ノット。
旅客定員447名、8tトラック122台、乗用車143台。
- 飛龍3[15]
1986年4月竣工・就航、福岡造船建造、1996年売船。
4,994総トン、全長120.60m、型幅22.00m、型深さ14.95m、ディーゼル1基、機関出力9,600ps、航海速力18.00ノット。
旅客定員500名、20ftコンテナ176個、40ftコンテナ22個、12mトレーラー61台。
- クルーズフェリー飛龍
1995年1月竣工。10,351総トン、全長167.0m、幅22.0m、出力27,000馬力、航海速力25.0ノット（最大26.6ノット）。
旅客定員270名。コンテナの他、車両積載数：トラック145台・乗用車100台。三菱重工業下関造船所建造。鉄道建設・運輸施設整備支援機構と共有。
常石造船にて係船後の2009年12月、DBSクルーズフェリー（韓国）に売却。[5] 小改修後「PYEONG SAN」と船名変更し、[16] 同社「環日本海横断定期航路」に2010年に「イースタン・ドリーム」（旧クイーンコーラル(2代目)）の代船として就航ののち、丹東国際航運「ORIENTAL PEARL 6」として丹東 - 仁川間に就航。

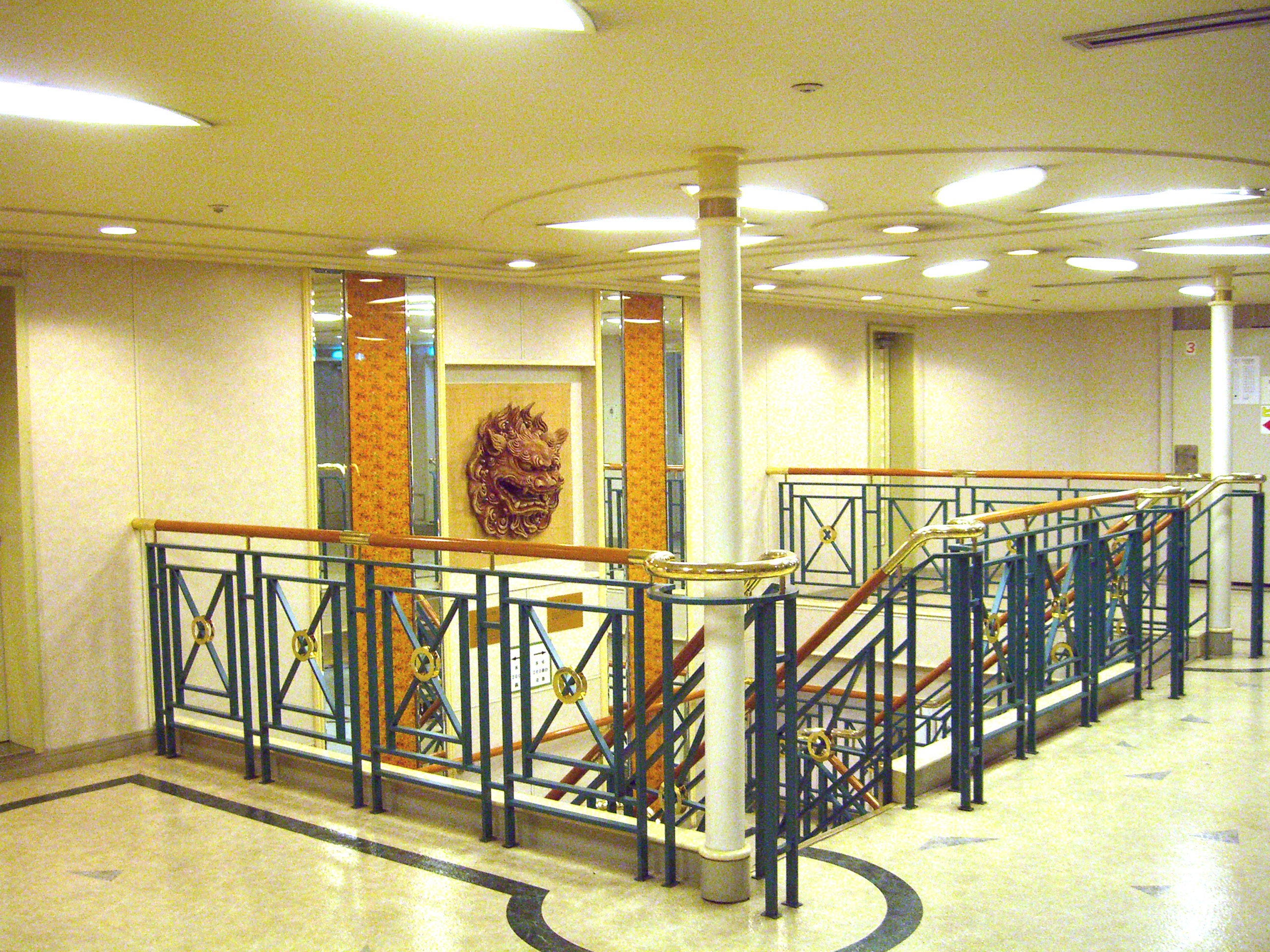
Dデッキホール・エントランス階段
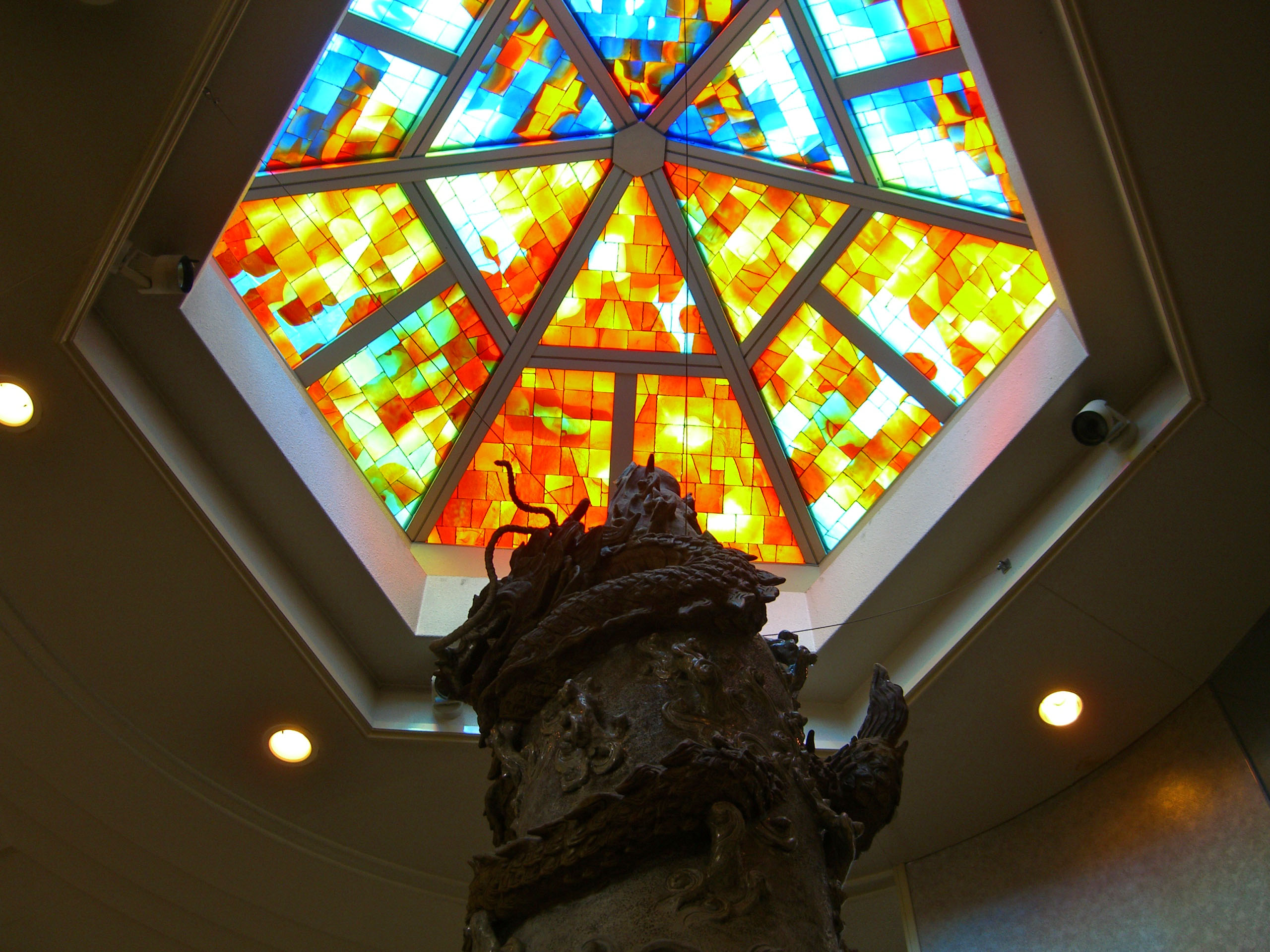
吹き抜け最上部のステンドグラス
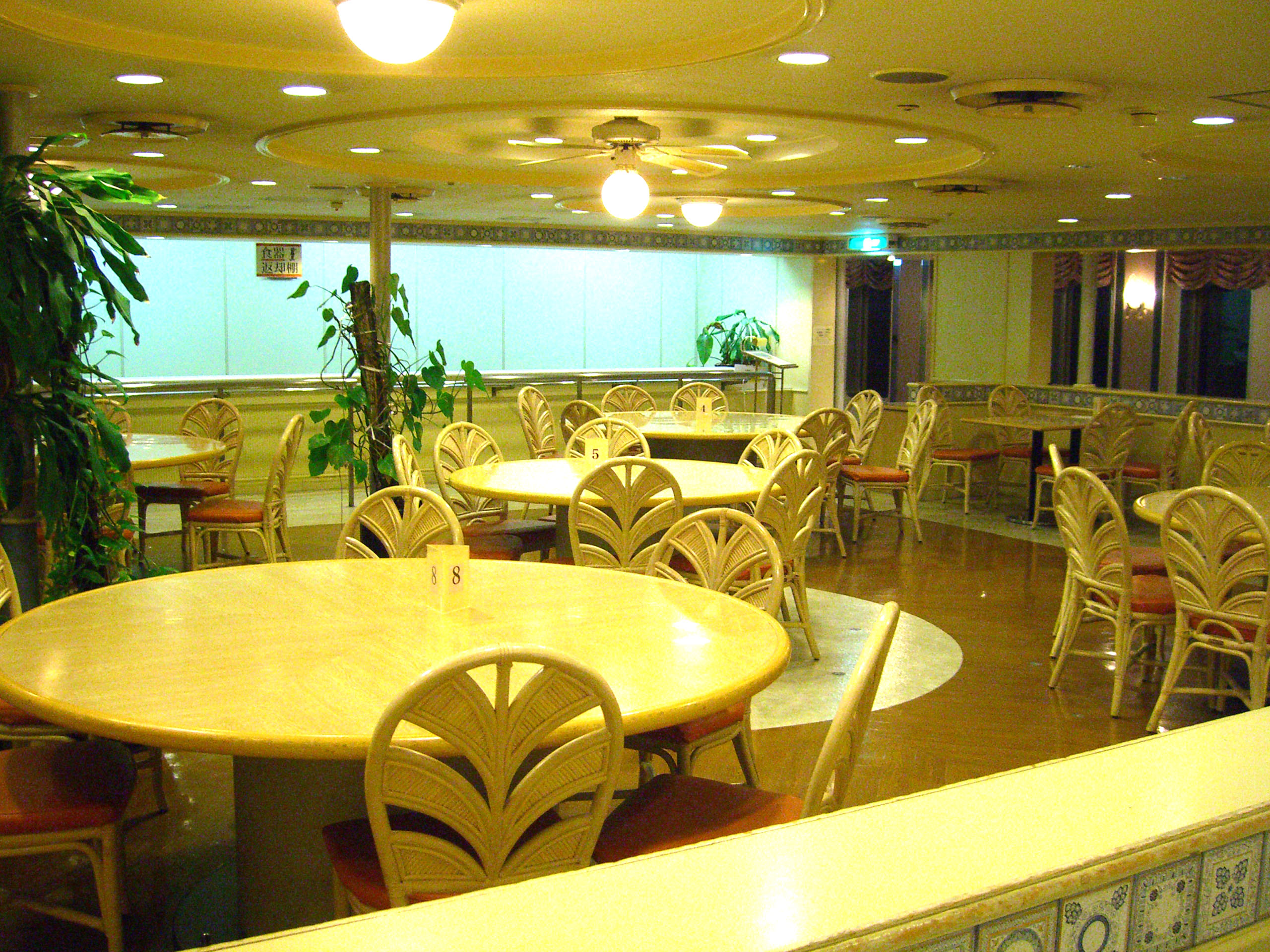
カフェ＆軽食「カフェテリア」
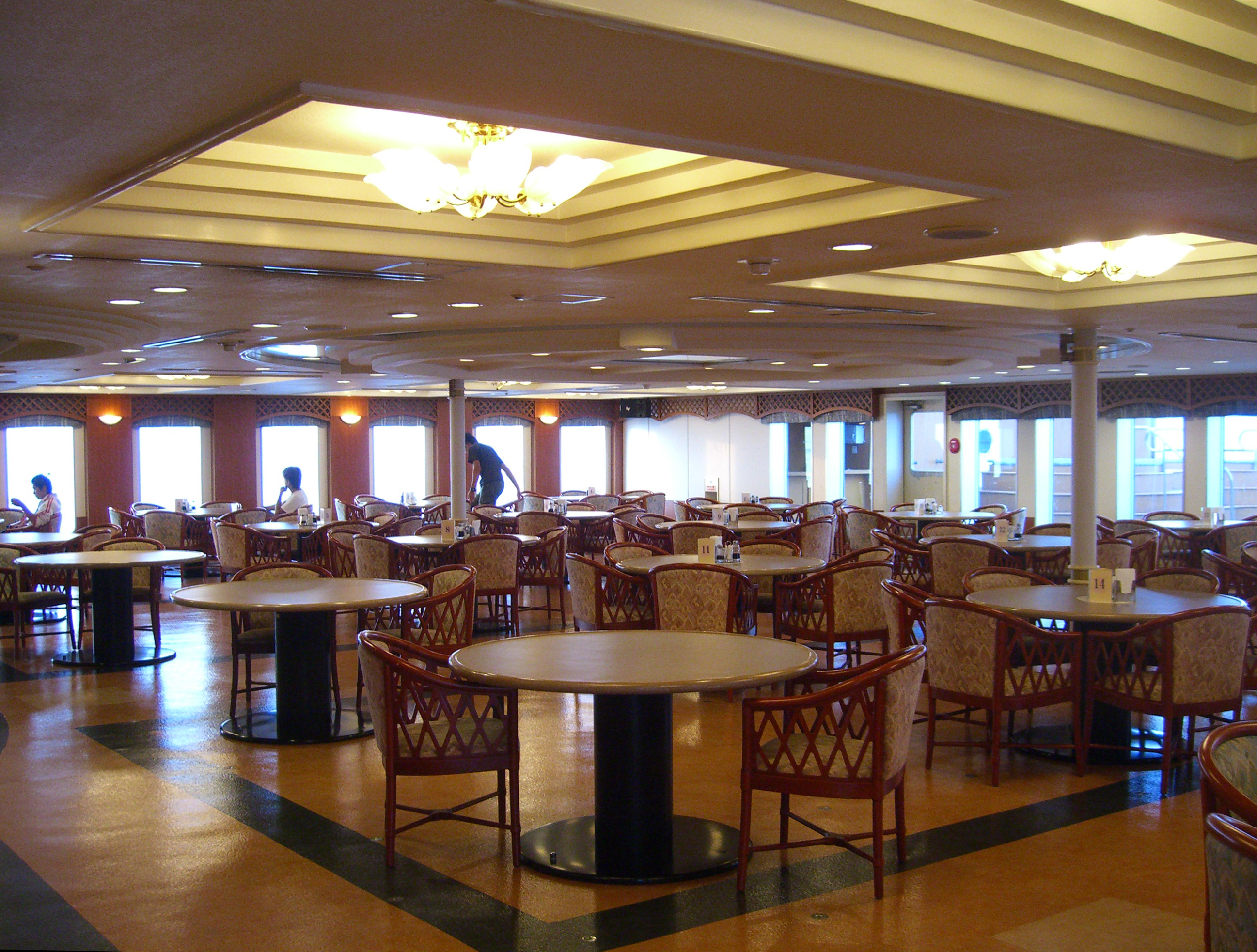
レストラン「Seven Seas Dining」
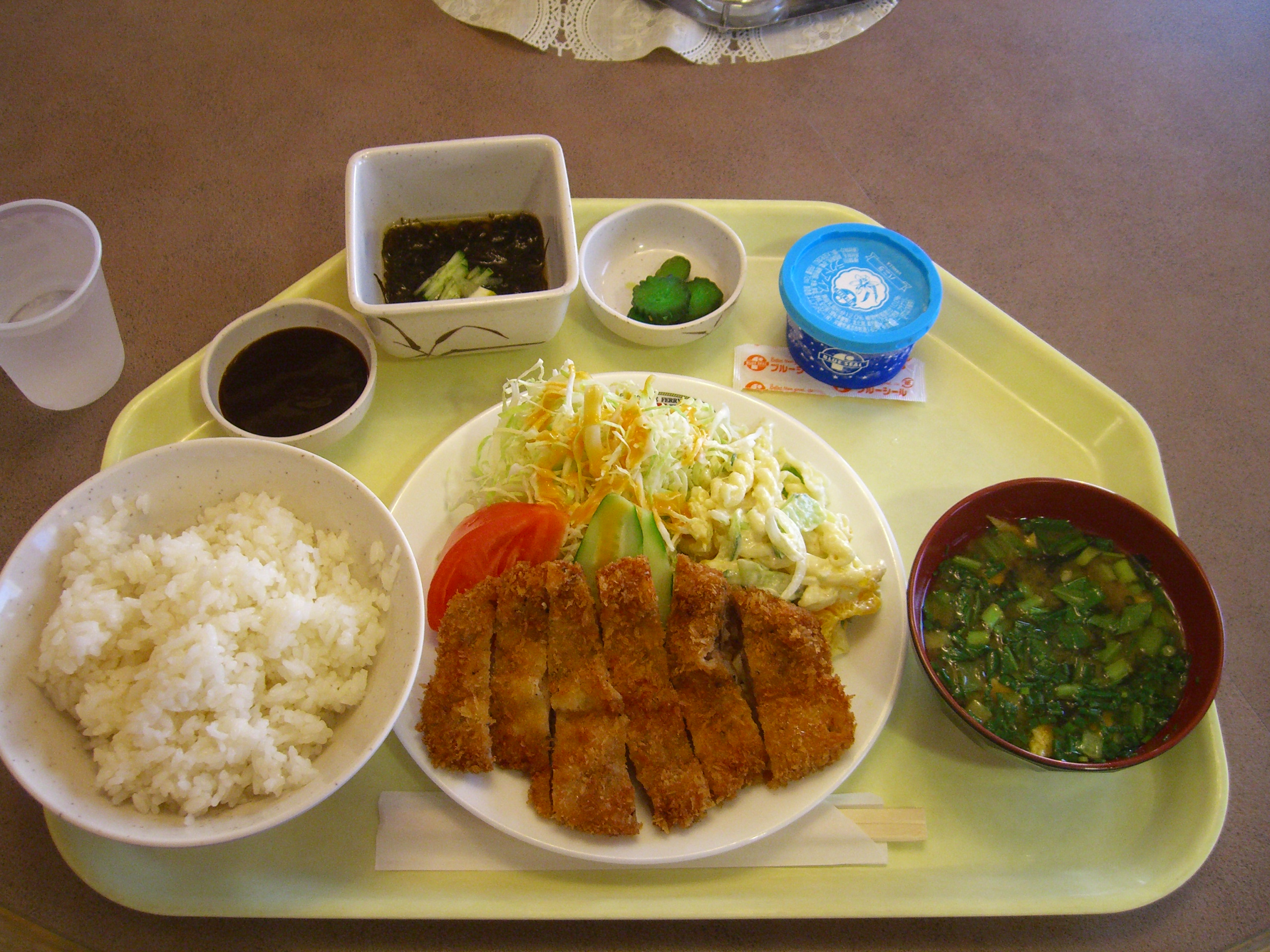
食事の一例（和定食：Dinner）

- クルーズフェリー飛龍21
1995年9月竣工。9,225総トン、全長167.0m、幅22.0m、出力24,000馬力、航海速力24.3ノット（最大25.7ノット）。
旅客定員272名。コンテナの他、車両積載数：トラック123台・乗用車89台。三菱重工業下関造船所建造。
常石造船にて係船後、破産処理に基づき共有船主としての鉄道建設・運輸施設整備支援機構が所有権を保有する。その後マルエーフェリーへ売却[6]。海難事故で失った「フェリーありあけ」の代船として「クルーズフェリー飛龍21」の船名のまま再就航。2014年12月の東京航路フェリー営業終了後は韓国大仁フェリーに売却され「BIRYONG」として大連 - 仁川間に就航。

### 貨客船
- 南州丸
1953年就航、1957年売船、300総トン。那覇 - 宮古 - 石垣航路に就航。
- 八汐丸
1958年9月就航、1975年6月売船、680総トン。那覇 - 宮古 - 石垣航路に就航。

### 貨物船
- 八州丸
1962年12月就航、1975年9月売船、387総トン。
- 産業丸
1964年6月就航、1972年3月売船、960総トン。
- 新産業丸
1965年6月就航、1972年3月売船、1,267総トン。
- おりえんと おきなわ
1967年4月就航、1973年12月売船、4,279総トン。
- 礼邦丸
1967年8月就航、1978年4月売船、1,996総トン。
- 第三産業丸
1968年11月就航、1976年9月売船、999総トン。
- 水島丸
1969年5月就航、1978年4月売船、591総トン。
- 有邦丸
1969年5月就航、1975年3月売船、2,999総トン。
- 前島丸
1970年3月就航、1981年3月売船、499総トン。
- 有産丸
1970年4月就航、1976年4月売船、1,038総トン。
- 有進丸
1971年4月就航、1975年3月売船、2,999総トン。
- 有和丸
1971年8月就航、1974年7月売船、2,760総トン。
- 海龍[13]
1979年5月竣工、1979年6月就航、三菱重工業下関造船所建造、船舶整備公団共有、1992年9月売船。
4,069.63総トン、全長135.00m、型幅20.00m、型深さ6.25m、ディーゼル2基、機関出力12,000ps、航海速力19.0ノット。
RO-RO船、8tトラック86台、コンテナ140個。
- 雲龍[13]
1979年9月竣工・就航、来島高知重工業建造、1984年7月売船。
1,434.14総トン、全長89.50m、型幅14.50m、型深さ5.85m、ディーゼル1基、機関出力3,900ps、航海速力14.3ノット。
RO-RO船、8tトラック32台またはコンテナ65個。
- 海龍2[13]
1981年5月竣工・就航、来島どっく建造、船舶整備公団共有、1990年11月売船。
697.91総トン、全長90.36m、型幅11.40m、型深さ7.65m、ディーゼル1基、機関出力5,200ps、航海速力16.0ノット。
RO-RO船、10tコンテナ120個または8tトラック46台。
- 海龍11[17]
1992年9月21日竣工・同月就航、林兼船渠建造、祐徳汽船所有(用船)。
4,572総トン、全長124.71m、型幅17.50m、型深さ9.00m、ディーゼル1基、機関出力9,600ps、航海速力19.50ノット。
RO-RO船、コンテナ85個、乗用車53台。
- フェリー海龍[17]
1996年3月8日竣工、林兼船渠建造。
6,801総トン、全長155.00m、型幅19.0m、型深さ9.30m、ディーゼル2基、機関出力18,000馬力、航海速力23.40ノット。
RO-RO船、乗用車78台、トレーラー24台、コンテナ76個。
那覇 → 玉島（一部のみ） → 日明 → 博多 → 那覇貨物航路で運用。
当初2009年11月に韓国船社パンスターラインドットコムへ売却が決まったものの[4]、同社がキャンセルしたため宙に浮いた形となっていたが、その後インドネシアに売却され「DHARMA KARTIKA IX」として運用中。